# Arianna Vanderpool-Wallace
Arianna Vanderpool-Wallace (sinh ngày 4 tháng 3 năm 1990) là vận động viên bơi lội và là người giữ kỷ lục quốc gia đến từ Bahamas, người đã đại diện cho đất nước của cô trong các giải vô địch quốc tế, bao gồm Thế vận hội, giải vô địch thế giới FINA và Đại hội Thể thao Pan American. Cô đã bơi tới quần đảo Bahamas tại Thế vận hội 2008 và là người Bahamian đầu tiên từng lọt vào trận chung kết của sự kiện. Cô theo học tại Đại học Auburn ở Hoa Kỳ, nơi cô đã bơi cho đội bơi và lặn của Hổ Hổ trong cuộc thi đại học. Tại Thế vận hội Pan American 2007, cô là một phần của huy chương đồng giành chiến thắng ở nội dung tiếp sức 4 × 100 m của nữ cùng với Alicia Lightbourne, Nikia Deveaux và Alana Dillette. Cô tốt nghiệp ngành sức mạnh bơi lội Trường học Bolles. Cô đã nghỉ hưu từ bơi lội cạnh tranh vào năm 2018.
Cô là con gái của chính trị gia Bahamian Vincent Vanderpool-Wallace.

## Giải đấu quốc tế
- Thế vận hội: 2008, 2012 và 2016
- Giải vô địch thế giới: 2009
- Đại hội Thể thao Pan American: 2007
- Đại hội Thể thao Trung Mỹ & Caribe: 2006 và 2010
- Thế vận hội: 2012
- Đại hội Thể thao Khối thịnh vượng chung: 2014

### Đại hội Thể thao Trung Mỹ & Caribe
Vanderpool-Wallace đã giành được bốn huy chương vàng tại các trò chơi năm 2010, ở Nữ 50 và 100m Tự do và 50 và 100m Bướm. Cô cũng lập kỷ lục Đại hội là 54,87 cho 100m Tự do và 26,46 cho Bướm 50m.

### Đại hội Thể thao Thịnh vượng chung 2014
Vanderpool-Wallace là người mang cờ cho quốc gia của mình tại lễ khai mạc. Cô đã tham gia ba sự kiện: Tự do 50m nữ, Bướm 50m nữ và Tự do 100m nữ. Cô đã giành được huy chương bạc trong Con bướm 50m với thời gian 25,53, đứng thứ 4 ở môn Tự do 50m với thời gian 24,34 - thành tích tốt nhất cá nhân - và thứ năm ở môn Tự do 100m với 54,37.

## Thời gian tốt nhất
- 50m tự do: 24:31
- 100m tự do: 53:73 [6]